# Thamithericles quagga
Thamithericles quagga is een rechtvleugelig insect uit de familie Thericleidae. De wetenschappelijke naam van deze soort is voor het eerst geldig gepubliceerd in 1893 door Karsch.